# حجر المشائخ (حجر الصيعر)

تعديل مصدري - تعديل

حجر الصيعر. هي إحدى قرى عزلة حجر الصيعر بمديرية حجر الصيعر التابعة لمحافظة حضرموت، بلغ تعداد سكانها 137 نسمة حسب تعداد اليمن لعام 2004.